# Башаров, Ринат Ахкаметдинович
Ринат Ахкаметдинович Башаров (баш. Райнат Әхкәметдин улы Бәшәров; 26 июня 1942 года — 19 сентября 2007 года) — советский и российский оперный певец, преподаватель. Народный артист Республики Башкортостан (1997), лауреат премии имени Ф. И. Шаляпина (1993).

## Биография
Башаров Ринат (Райнат) Ахкаметдинович родился в Перми.
В 1973 году окончил Казанскую консерваторию (педагог В. А. Лазько).
По окончании консерватории работал в Башкирском государственном театре оперы и балета, одновременно преподавал в Уфимской государственной академии искусств имени Загира Исмагилова (1974—1994).
Бывал с гастролями в Германии, Египте, Монголии, Турции.

## Вокальные партии
- Кончак («Князь Игорь» А. П. Бородина; дебют, 1973)
- Борис Годунов (одноимённая опера М. П. Мусоргского)
- Мельник («Русалка» А. С. Даргомыжского)
- Мефистофель («Фауст» Ш. Гуно)
- Аргынбай, Карабаш («Шаура»)
- Юлай («Салават Юлаев»)
- Баимбета («Нәркәс» — «Нэркэс» Х. Ф. Ахметова, 1995)
- Дервиша («В ночь лунного затмения», 1996)

## Награды и звания
- Народный артист Республики Башкортостан (1997)
- Заслуженный артист Башкирской АССР (1985)
- Премия имени Ф. И. Шаляпина (1993)